# Ōta Suketsugu
Ōta Suketsugu est un nom japonais traditionnel ; le nom de famille (ou le nom d'école), Ōta, précède donc le prénom (ou le nom d'artiste).
Ōta Suketsugu (太田資次, 13 janvier 1630-20 mai 1685) est un daimyō du début de l'époque d'Edo de l'histoire du Japon. Son titre de courtoisie est Settsu-no-kami.

## Biographie
Ōta Suketsugu est le deuxième fils d'Ōta Sukemune, daimyō du domaine de Hamamatsu. Son frère ainé entre au service du shogun Tokugawa Iemitsu à un jeune âge mais est déshérité en 1651 par ordre de Iemitsu. Sukesugu est confirmé comme chef du clan Ōta lorsque son père se retire en 1671. Le 18 décembre 1671, il devient daimyō de Hamamatsu. Il intègre l'administration du shogunat Tokugawa du temps du shogun Tokugawa Ietsugu en 1673 en tant que sōshaban (maître des cérémonies) au château d'Edo et le 26 juillet 1676 il est nommé jisha-bugyō (Commissaire des sanctuaires et temples). Le 19 juin 1678, il est nommé au poste de Osaka jōdai (châtelain d'Osaka). Pour assumer ses fonctions à Osaka, il rend le domaine de Hamamatsu au shogunat en échange de 20 000 koku de territoires additionnels dispersés dans les provinces de Settsu, Kawachi et Shimōsa.
Suketsugu est marié à une fille de Honda Tadatoshi, daimyō du domaine d'Okazaki. Son fils, Ōta Sukenao, devient plus tard daimyō du domaine de Tanaka dans la province de Suruga.

## Source de la traduction
- (en) Cet article est partiellement ou en totalité issu de l’article de Wikipédia en anglais intitulé « Ōta Suketsugu » (voir la liste des auteurs).